# Спонтанный процесс
В термодинамике спонтанный (самопроизвольный) процесс — это процесс, который происходит без какого-либо внешнего воздействия на систему. Более техническое определение: спонтанный процесс — это эволюция системы во времени, при которой она высвобождает свободную энергию и переходит в более низкое, более термодинамически стабильное энергетическое состояние (ближе к термодинамическому равновесию). Соглашение о знаках для изменения свободной энергии следует общему соглашению для термодинамических измерений, в котором высвобождение свободной энергии из системы соответствует отрицательному изменению свободной энергии системы и положительному изменению свободной энергии среды.
В зависимости от характера процесса свободная энергия определяется по-разному. Например, изменение свободной энергии Гиббса используется при рассмотрении процессов, происходящих в условиях постоянного давления и температуры, тогда как изменение свободной энергии Гельмгольца используется при рассмотрении процессов, происходящих в условиях постоянного объема и температуры. Величина и даже знак обоих изменений свободной энергии могут зависеть от температуры и давления или объема.
Поскольку самопроизвольные процессы характеризуются уменьшением свободной энергии системы, они не должны управляться внешним источником энергии.
Для случаев с изолированной системой, где не происходит обмена энергией с окружающей средой, спонтанный процессы характеризуются увеличением энтропии.
Спонтанная реакция — это химическая реакция, которая является спонтанным процессом при определённых условиях.

## Обзор
Спонтанность процесса определяет, может ли процесс произойти, но не даёт понимания о том, произойдёт ли этот процесс. Другими словами, спонтанность является необходимым, но недостаточным условием для фактического осуществления процесса. Кроме того, спонтанность не влияет на скорость, с которой самопроизвольный процесс может произойти.
Например, превращение алмаза в графит теоретически является спонтанным процессом при комнатной температуре и давлении. В реальности же этот процесс не происходит, поскольку энергия, необходимая для разрыва прочных углерод-углеродных связей, больше, чем высвобождение свободной энергии.

## Использование свободной энергии для определения спонтанности
Для процесса, происходящего при постоянных температуре и давлении, спонтанность можно определить по изменению свободной энергии Гиббса, которая определяется выражением:{\displaystyle \Delta G=\Delta H-T\Delta S\,,}где знак перед ΔG зависит от знаков изменения энтальпии (ΔH ) и энтропии (ΔS). Если эти два знака одинаковы (оба положительные или оба отрицательные), то знак ΔG изменится с положительного на отрицательный (или наоборот) при температуре T = ΔH/ΔS.
В случаях, когда ΔG :
- отрицательно, то процесс спонтанен и может протекать в прямом направлении, как написано.
- положительно, то процесс неспонтанный, но может протекать самопроизвольно в обратном направлении.
- равно нулю, то процесс находится в равновесии и с течением времени в системе не происходит никаких изменений.

Этот набор правил можно использовать для определения четырёх различных случаев путём изучения знаков перед ΔS и ΔH .
- При ∆S > 0 и ∆H < 0 процесс всегда имеет спонтанный характер.
- При ∆S < 0 и ∆H > 0 процесс никогда не будет спонтанным, но обратный процесс всегда будет спонтанным.
- При ΔS > 0 и ΔH > 0 процесс будет спонтанным при высоких температурах и неспонтанным при низких температурах.
- При Δ S < 0 и Δ H < 0 процесс будет спонтанным при низких температурах и неспонтанным при высоких температурах.

Для последних двух случаев температура изменения спонтанности будет определяться относительными величинами ∆S и ∆H.

## Использование энтропии для определения спонтанности
При использовании изменения энтропии процесса для оценки спонтанности важно тщательно рассмотреть определения системы и среды. Второй закон термодинамики гласит, что процесс с участием изолированной системы будет самопроизвольным, если энтропия системы со временем увеличивается. Однако для открытых или закрытых систем утверждение должно быть изменено, чтобы сказать, что общая энтропия системы и среды должна увеличиваться, или{\displaystyle \Delta S_{\text{общая}}=\Delta S_{\text{системы}}+\Delta S_{\text{среды}}\geq 0\,.}Затем этот критерий можно использовать для объяснения того, как энтропия открытой или закрытой системы может уменьшаться во время самопроизвольного процесса. Уменьшение энтропии системы может происходить самопроизвольно только в том случае, если изменение энтропии среды имеет положительный знак и большую величину, чем изменение энтропии системы:{\displaystyle \Delta S_{\text{среды}}>0}и{\displaystyle \left|\Delta S_{\text{среды}}\right|>\left|\Delta S_{\text{системы}}\right|\,.}Во многих процессах увеличение энтропии среды осуществляется за счет передачи тепла от системы к среде (то есть в ходе экзотермического процесса).